# Marcel Cartier (1895-1965)
Pour les articles homonymes, voir Cartier.
Marcel Cartier, né le 24 août 1895 à Ardentes (Indre) et mort le 1er août 1965 à Ville-d'Avray (Hauts-de-Seine), est un homme politique français, député socialiste de la Drôme.

## Biographie
Marcel Cartier est le fils de René Cartier, médecin à Ardentes, lui-même fils de médecin, et de Gabrielle Perrigault, fille d'un entrepreneur de cuirs et peaux. Il fait ses études secondaires à Châteauroux. Il entre ensuite au lycée Henri-IV pour préparer le concours de l'École normale supérieure, mais le déclenchement de la Première Guerre mondiale entraîne sa mobilisation. Il termine la guerre avec le grade de lieutenant de chasseurs alpins, la croix de guerre et une citation.
Il est reçu à l'agrégation de philosophie et enseigne aux lycées de Châteauroux, de Tournon, puis au lycée Émile-Loubet à Valence.
Pendant la Seconde Guerre mondiale, installé à Digne, il participe à la Résistance, ce qui lui vaut d'être révoqué par le gouvernement en 1942, puis arrêté en juin 1944. À la Libération, il devient président de la Commission départementale d'épuration. À la fin de l'année 1944, il retrouve son poste au lycée de Valence.
De son mariage en 1922 avec Laure Poletti, professeur d'italien, il a eu deux filles et un fils, médecin ; ses trois enfants furent arrêtés pendant la Seconde Guerre mondiale pour des gestes de résistance.

## Fonctions
Élu député de la Drôme, début 1947, il est réélu en 1951, puis en 1956.

## Distinctions et hommages
- Croix de guerre 1924-1918.